# Salvius van Amiens
Salvius van Amiens (Frans: Sauve d'Amiens), Sauve of Saulve (ook wel van Montreuil) was de vijfde bisschop van de Franse stad Amiens. Hij leefde in de 6e eeuw en 7e eeuw en is heilig verklaard. Hij wordt vaak verward met Salvius van Albi en Salvius van Valencijn.

## Hagiografie
Salvius was afkomstig uit een welgestelde familie uit Amiens. Hij verkoos een ascetische levenswijze als kluizenaar, maar rond hem verzamelde zich een groep volgelingen. Een van deze volgelingen was Ingoald (overleden rond 600: feest 29 oktober). Uit deze groep volgelingen ontstond het klooster van Montreuil. Van dit klooster was Salvius zelf de eerste abt. Salvius leefde sober en was zeer goed voor zijn medemens. Hij zou een aantal wonderbaarlijke genezingen verricht hebben. Hij genas blinden, doven en stommen, maar ook mensen met andere kwalen. Het is bekend dat hij een bijna-doodervaring heeft gehad. Toen hij de hemel binnenkwam klonk er vanaf een troon uit de verte een stem die hem vertelde dat het zijn tijd nog niet was en dat hij zijn taken op aarde weer op moest pakken. Dit deed hij met groot verdriet, aangezien deze plek zo prachtig en heerlijk was.
Later werd Salvius benoemd tot bisschop van Amiens, alwaar hij een kerk liet bouwen die hij wijdde aan de apostel Petrus. Op een van zijn ambtsreizen als bisschop genas hij een doofstom kind. Hij wordt dan ook in het bijzonder aangeroepen bij spraakgebreken.
Volgens de overlevering heeft hij ook de plek gevonden waar het lichaam van Firminius van Amiens (de eerste bisschop van Amiens) begraven lag. Salvius kwam namelijk tot de goede plek met behulp van de Heilige Geest. Hier wierp hij een blik naar de hemel en vervolgens bracht een zonnestraal een aardbeving teweeg op de plaats van het graf van Firminius. In opdracht van Salvius zijn de resten van Firminius naar de Notre-Dame van Amiens gebracht.

## Na zijn dood
Wonderbaarlijke genezingen bleven na zijn dood doorgaan op zijn graf. Later zijn zijn relieken overgebracht naar de kloosterkerk Saint Saulve te Montreuil.
Salvius van Amiens is de beschermheilige van onder andere Montreuil en de Friese plaats Dronrijp.
Onder andere het plaatsje Saint-Sauflieu is naar hem vernoemd.